# Юрчиська сільська рада
Юрчи́ська сільська́ ра́да — адміністративно-територіальна одиниця та орган місцевого самоврядування в Кам'янському районі Черкаської області. Адміністративний центр — село Юрчиха.

## Загальні відомості
- Населення ради: 1 178 осіб (станом на 2001 рік)

## Населені пункти
Сільській раді підпорядковані населені пункти:
- с. Юрчиха

## Склад ради
Рада складається з 16 депутатів та голови.
- Голова ради: Магльований Віталій Миколайович

### Керівний склад попередніх скликань
| Прізвище, ім'я, по батькові     | Основні відомості                                                         | Дата обрання | Дата звільнення |
| ------------------------------- | ------------------------------------------------------------------------- | ------------ | --------------- |
| Магльований Віталій Миколайович | Сільський голова, 1956 року народження, освіта вища, безпартійний         | 26.03.2006   | 31.10.2010      |
| Магльований Віталій Миколайович | Сільський голова, 1956 року народження, освіта вища, член Партії регіонів | 31.10.2010   |                 |

Примітка: таблиця складена за даними сайту Верховної Ради України

### Депутати
За результатами місцевих виборів 2010 року депутатами ради стали:

#### За суб'єктами висування
| Суб'єкт висування                                     | Кількість обраних депутатів | %    |
| ----------------------------------------------------- | --------------------------- | ---- |
| Самовисування                                         | 6                           | 37,5 |
| Партія «Соціалістична Україна»                        | 5                           | 31,3 |
| Народна партія                                        | 3                           | 18,8 |
| Партія регіонів                                       | 1                           | 6,3  |
| Політична партія "Діти війни «Народна партія України» | 1                           | 6,3  |

#### За округами
| № округу                                              | Прізвище, ім'я, по батькові   | Дата визнання обраним | Освіта             | Партійна приналежність                                      | Відомості про обраного депутата                      |
| ----------------------------------------------------- | ----------------------------- | --------------------- | ------------------ | ----------------------------------------------------------- | ---------------------------------------------------- |
| Народна Партія                                        |                               |                       |                    |                                                             |                                                      |
| 5                                                     | Нестерчук Віра Петрівна       | 02.11.2010            | середня спеціальна | член Народної партії                                        | Кам'янська ЦРЛ, молодша медсестра                    |
| 11                                                    | Саламашенко Віктор Юрійович   | 02.11.2010            | середня спеціальна | член Народної партії                                        | Кам'янська РДА, водій                                |
| 15                                                    | Лушпіган Володимир Васильович | 02.11.2010            | середня спеціальна | член Народної партії                                        | ФГ, фермер                                           |
| Партія регіонів                                       |                               |                       |                    |                                                             |                                                      |
| 12                                                    | Павленко Петро Федорович      | 02.11.2010            | середня спеціальна | член Партії регіонів                                        | Комсомольське лісництво, майстер                     |
| Партія «Соціалістична Україна»                        |                               |                       |                    |                                                             |                                                      |
| 1                                                     | Касян Ніна Петрівна           | 02.11.2010            | середня            | член Партії «Соціалістична Україна»                         | пенсіонер                                            |
| 4                                                     | Білозерська Ольга Миколаївна  | 02.11.2010            | вища               | член Партії «Соціалістична Україна»                         | Кам'янський ДНЗ № 4, вихователь                      |
| 8                                                     | Могилка Сергій Борисович      | 02.11.2010            | середня            | позапартійний                                               | Кам'янське ВДСО, інспектор                           |
| 9                                                     | Мудріцька Надія Михайлівна    | 02.11.2010            | вища               | член Партії «Соціалістична Україна»                         | тимчасово не працює                                  |
| 10                                                    | Вирвихвіст Тетяна Петрівна    | 02.11.2010            | вища               | член Партії «Соціалістична Україна»                         | Кам'янський держкомзем, заступник начальника відділу |
| Політична партія "ДІТИ ВІЙНИ «НАРОДНА ПАРТІЯ УКРАЇНИ» |                               |                       |                    |                                                             |                                                      |
| 14                                                    | Лушпіган Іван Степанович      | 02.11.2010            | середня            | член Політичної партії "ДІТИ ВІЙНИ «НАРОДНА ПАРТІЯ УКРАЇНИ» | пенсіонер                                            |
| Самовисування                                         |                               |                       |                    |                                                             |                                                      |
| 2                                                     | Дяченко Іван Якович           | 02.11.2010            | середня спеціальна | член Партії регіонів                                        | Комсомольське лісництво, майстер                     |
| 3                                                     | Майор Микола Тихонович        | 02.11.2010            | середня спеціальна | член Партії регіонів                                        | тимчасово не працює                                  |
| 6                                                     | Захарова Тетяна Василівна     | 02.11.2010            | вища               | позапартійна                                                | Юрчиська загальноосвітня школа, вчитель              |
| 7                                                     | Чернишенко Іван Васильович    | 02.11.2010            | середня спеціальна | член Партії регіонів                                        | пенсіонер                                            |
| 13                                                    | Засядько Ольга Дмитрівна      | 02.11.2010            | середня            | позапартійна                                                | Юрчиська сільська рада, секретар                     |
| 16                                                    | Титаренко Микола Іванович     | 02.11.2010            | середня            | позапартійний                                               | ТОВ «Інтербудсервіс», токар                          |